# Internationale Universität LCC

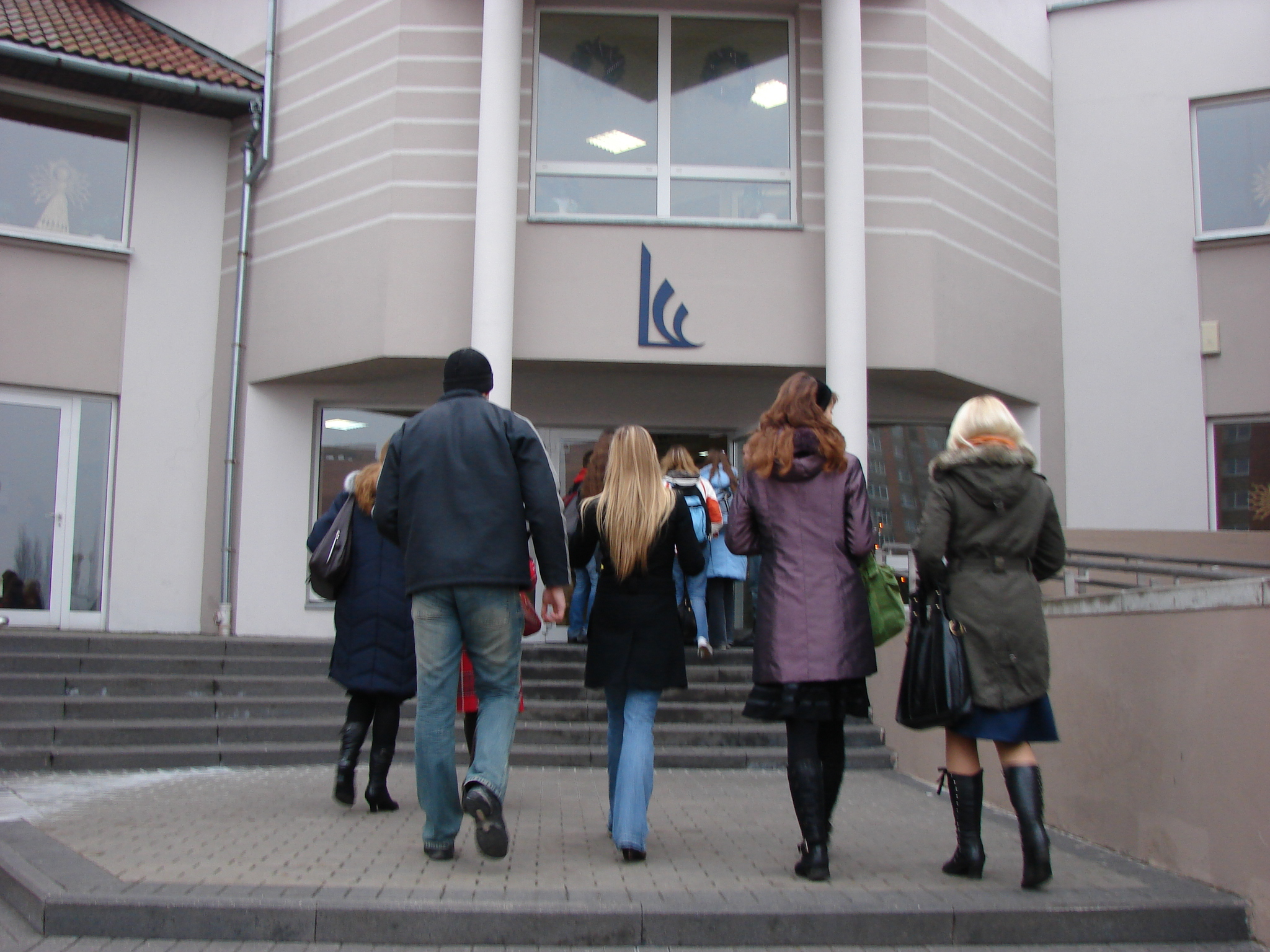
Uni

Die Internationale Universität LCC (litauisch LCC tarptautinis universitetas) ist eine christliche private Universität in Klaipėda, der drittgrößten Stadt Litauens. 60 % Studenten sind aus dem Ausland (aus 27 Staaten), 35 % noch Austauschstudenten. Derzeit können die Studierenden einen von drei Studiengängen wählen: Betriebswirtschaft, englische Sprache und Literatur, evangelische Theologie. Sie können auch aus den folgenden Nebenfächern wählen: Betriebswirtschaftslehre, Englische Sprache und Literatur, evangelische Theologie, Litauisch, Psychologie, Soziologie, Konfliktologie. Die Unterrichtssprache ist Englisch. In Deutschland unterhält LCC Intern. University u. a. eine Partnerschaft mit der Internationalen Hochschule Liebenzell (IHL).

## Leitung
- Rektorin seit 2012: Marlene Wall,  Kanada [2]

## Partner
- Presbyterian Church USA (PCUSA)
- Christian Reformed World Mission (CRWM)
- Eastern Mennonite Mission (EMM)
- Mennonite Mission Network (MMN)
- International Institute for Christian Studies (IICS)
- Evangelisch-Lutherische Kirche in Amerika (ELCA)
- MB Mission
- Mennonite Central Committee (MCC)